# ジョルジェ・リベイロ
ジョルジュ・ミゲル・デ・オリヴェイラ・リベイロ（Jorge Miguel de Oliveira Ribeiro, 1981年11月9日 - ）は、ポルトガル出身のサッカー選手。ポルトガル代表である。ポジションはディフェンダー。FCポルトなどに所属したマニシェは兄である。

## 経歴

### クラブ
SLベンフィカの下部組織で育ち、スーペル・リーガ（1部）のクラブに3度もレンタル移籍した。2005年1月、ロシア・プレミアリーグのFCディナモ・モスクワに完全移籍したが、2005年シーズンは環境やプレースタイルの違いに適応できず、2006年1月に半年間の契約でリーガ・エスパニョーラのマラガCFにレンタル移籍した。スペインではリーグ戦5試合の出場にとどまり、チームはセグンダ・ディビシオン（2部）降格という結果に終わった。2006年シーズンの後半戦はロシアでプレーしたが、2007年1月にはポルトガルに戻り、CDアヴェスにレンタル移籍した。2月4日のSCブラガ戦 (0-1) でリーグデビューして14試合に出場したが、CDアヴェスは2006-07シーズン終了後にリーガ・デ・オンラ（2部）降格となった。同年7月、ボアヴィスタFCに完全移籍して実力を存分に見せつけた。2007-08シーズンには8得点を挙げたが、その多くは直接フリーキックによる得点であった。
2008年7月24日、古巣のSLベンフィカに完全移籍した。9月22日のFCパソス・デ・フェレイラ戦 (4-3) で復帰後初得点を挙げ、レオとのポジション争いに勝利して左サイドバックのレギュラーを務めた。しかし、すぐにダヴィド・ルイスにポジションを奪われ、結局は余剰戦力とみなされた。2009-10シーズンはスーペル・リーガとタッサ・ダ・リーガで優勝したが、ジョルジェは公式戦に1試合も出場せず、練習はしばしばトップチームと別に行った。出場機会を得るために他クラブに移籍する道もあったが、金銭的なメリットを考えてSLベンフィカとの契約を満了する道を選んだ。
2011年1月には半年間の契約でヴィトーリアSCにレンタル移籍し、14試合に出場して2得点した。2011年8月15日、スペインのグラナダCFに完全移籍した。フリートランスファーのため移籍金は発生しない。

### 代表
2002年11月20日、スコットランド戦でポルトガルA代表デビューした。2004年にはアテネオリンピックに出場した。ポルトガルA代表から離れていた時期もあったが、2007年10月のUEFA EURO 2008予選・アゼルバイジャン戦とカザフスタン戦のために久々に招集され、ジョゼ・ボシングワの代わりを務めた。2008年にはスイスとオーストリアで共催されたUEFA EURO 2008のメンバーに選ばれたが、兄のマニシェはメンバーから落選している。グループリーグ最終戦のスイス戦 (0-2) に途中出場し、この試合がポルトガルA代表での最後の出場機会となった。

## 所属クラブ
- 2000-2004  SLベンフィカ

2000-2001 → CDサンタ・クララ(Loan)
2002-2004 → ヴァルジンSC(Loan)
2004 → ジル・ヴィセンテFC (Loan)
- 2005-2007  FCディナモ・モスクワ

2006 → マラガCF (Loan)
2007 → CDアヴェス(Loan)
- 2007-2008  ボアヴィスタFC
- 2008-2011  SLベンフィカ

2010-2011 → ヴィトーリアSC (Loan)
- 2011-2012  グラナダCF

## タイトル
SLベンフィカ
- タッサ・ダ・リーガ : 2008-09, 2009-10[1]
- スーペル・リーガ : 2009-10[1]

## 個人成績
| クラブ           | シーズン       | 国内リーグ | 国内リーグ | 国内カップ | 国内カップ | 国内リーグカップ | 国内リーグカップ | 欧州カップ | 欧州カップ | 通算 | 通算 |
| クラブ           | シーズン       | 出場       | 得点       | 出場       | 得点       | 出場             | 得点             | 出場       | 得点       | 出場 | 得点 |
| ---------------- | -------------- | ---------- | ---------- | ---------- | ---------- | ---------------- | ---------------- | ---------- | ---------- | ---- | ---- |
| ベンフィカ       | 1999-00        | 1          | 0          | *          | *          | *                | *                | *          | *          | 1    | 0    |
| ベンフィカB      | 1999-00        | *          | *          | *          | *          | *                | *                | *          | *          | *    | *    |
| サンタ・クララ   | 2000-01        | 3          | 0          | *          | *          | *                | *                | *          | *          | 3    | 0    |
| ベンフィカ       | 2001-02        | 4          | 0          | *          | *          | *                | *                | *          | *          | 4    | 0    |
| ベンフィカB      | 2001-02        | 22         | 5          | *          | *          | *                | *                | *          | *          | 22   | 5    |
| ヴァルジン       | 2002-03        | 30         | 2          | *          | *          | *                | *                | *          | *          | 30   | 2    |
| ヴァルジン       | 2003-04        | 23         | 2          | *          | *          | *                | *                | *          | *          | 23   | 2    |
| ジル・ヴィセンテ | 2004-05        | 14         | 0          | *          | *          | *                | *                | *          | *          | 14   | 0    |
| ポルトガル通算   | ポルトガル通算 | 97         | 9          | *          | *          | *                | *                | *          | *          | 97   | 9    |
| ディナモ・キーウ | 2005           | 27         | 4          | *          | *          | *                | *                | *          | *          | 27   | 4    |
| ロシア通算       | ロシア通算     | 27         | 4          | *          | *          | *                | *                | *          | *          | 27   | 4    |
| マラガ           | 2005-06        | 5          | 0          | *          | *          | *                | *                | *          | *          | 5    | 0    |
| スペイン通算     | スペイン通算   | 5          | 0          | *          | *          | *                | *                | *          | *          | 5    | 0    |
| アヴェス         | 2006-07        | 14         | 2          | *          | *          | *                | *                | *          | *          | 14   | 2    |
| ボアヴィスタ     | 2007-08        | 25         | 8          | *          | *          | *                | *                | *          | *          | 25   | 8    |
| ベンフィカ       | 2008-09        | 15         | 1          | 1          | 1          | *                | *                | *          | *          | 15   | 1    |
| ベンフィカ       | 2009-10        | 0          | 0          | 0          | 0          | 0                | 0                | 0          | 0          | 0    | 0    |
| ポルトガル通算   | ポルトガル通算 | 54         | 11         | 1          | 1          | *                | *                | *          | *          | 54   | 25   |
| 通算             | 通算           | 183        | 24         | 1          | 1          | 0                | 0                | 0          | 0          | 184  | 25   |

* – 出場せず